# Calliandra carrascana
Calliandra carrascana es una especie americana perteneciente a la subfamilia de las Mimosóideas dentro de las leguminosas (Fabaceae).

## Distribución
Es originaria de Brasil donde se encuentra en el Cerrado, distribuida por  Minas Gerais.

## Taxonomía
Calliandra carrascana fue descrita por  Rupert Charles Barneby  y publicado en Memoirs of the New York Botanical Garden 74(3): 55. 1998.
Etimología
Calliandra: nombre genérico derivado del griego kalli = "hermoso" y andros = "masculino", refiriéndose a sus estambres bellamente coloreados.
carrascana: epíteto